# Xosé Díaz Arias de Castro
Xosé Díaz Arias de Castro, nacido el 5 de junio de 1949 en La Coruña, es un diseñador gráfico, pintor y empresario gallego. Es hijo del pintor, ceramista, diseñador, editor y empresario Isaac Díaz Pardo.

## Biografía
Hijo de Isaac Díaz Pardo y Carmen Arias de Castro, se licenció en Filosofía y Letras por la Universidad de Santiago de Compostela. Es diseñador, pintor y comisario, con obras expuestas en Madrid, Londres y Nueva York. En 2017 fue elegido Académico de la Sección de Artes de la Imagen de la Real Academia Gallega de Bellas Artes.
En 1996, como albacea de la esposa de Luis Seoane, impulsó la Fundación Luis Seoane, con sede en La Coruña, de la que es patrono vitalicio y vicepresidente de su patronato, además de ser administrador del Laboratorio de Formas de Galicia.

## Publicaciones destacadas
- Arte, deseño, industria: o Laboratorio de Formas de Galicia .
- As liñas da conciencia: Castelao ilustrador e diseñador .
- La memoria de Pepe Martínez, el editor olvidado de Ruedo Ibérico .
- Luís Seoane: a forxa da modernidade .